# Jessica Cash
Jessica Cash   (Derbyshire, 1939 - Derbyshire, 4 d'agost de 2023) fou una soprano i professora de cant britànica.
Entre els seus estudiants hi havia Dame Emma Kirkby, Evelyn Tubb i Lesley Garrett. Cash es va graduar al "Royal College of Music" de Londres.